# Alyssa Reece
Alyssa Reece (née le 3 mai 1986 à Vancouver) est une actrice pornographique canadienne.

## Carrière
Alyssa Reece a commencé sa carrière comme mannequin à l'âge de 17 ans avant de débuter dans l'industrie du film pornographique.
Alyssa Reece tourne principalement des scènes lesbiennes.

## Filmographie sélective
Le nom du film est suivi du nom de ses partenaires lors des scènes pornographiques.
- 2004 : Her First Lesbian Sex 1 avec Dahlia
- 2004 : Her First Lesbian Sex 2 avec Giselle Royalle
- 2007 : Sex Kittens 31 avec Janessa Jordan
- 2008 : Hot Teens Kissing 2 avec Sochee Mala
- 2008 : Women Seeking Women 47 avec Celeste Star
- 2009 : Women Seeking Women 52 avec Jana Cova
- 2009 : Women Seeking Women 56 avec Prinzzess
- 2009 : We Live Together.com 10 avec Louisa Lanewood, Nikki LaMotta et Sammie Rhodes
- 2009 : We Live Together.com 11 avec Charlie Laine et Sammie Rhodes
- 2009 : Molly's Life 2 avec Molly Cavalli et Celeste Star
- 2009 : Girlvana 5 avec Cali Haze, Courtney Cummz, Emy Reyes, Jayden Jaymes, Julia Ann, Kim Kennedy, Kirra Lynne, Kylie Ireland, Lexi Stone, Lux Kassidy, Nikki Rhodes, Raylene, Regan Reese et Skyla Paige
- 2010 : Women Seeking Women 64 avec India Summer
- 2010 : We Live Together.com 14 avec Kiara Diane et Sammie Rhodes ;
- 2010 : We Live Together.com 16 avec Clara G, Jayden Cole et Lux Kassidy
- 2010 : Lesbian Adventures: Wet Panties avec Avy Scott
- 2010 : Girls Kissing Girls 4 avec Samantha Ryan
- 2011 : We Live Together.com 19 avec Jazy Berlin et Sammie Rhodes
- 2011 : Lesbian Spotlight: Alyssa Reece avec Charmane Star, Faye Reagan, Jessica Bangkok et Zoe Britton
- 2012 : Women Seeking Women 81 avec India Summer
- 2012 : Girl Games 3 avec Gianna Lynn
- 2013 : We Live Together.com 29 avec Lily Carter et Malena Morgan
- 2013 : Lesbian Analingus 2 avec Ryan Keely
- 2013 : Girls Kissing Girls 12 avec Sovereign Syre
- 2014 : We Live Together.com 32 avec Cassie Laine
- 2014 : We Live Together.com 33 avec Dani Daniels et Elisa
- 2014 : Luscious Lesbians 2 avec une fille
- 2015 : Be Mine avec Lucy Li
- 2016 : Mature Attraction avec Dorothy Black et Taissia Shanti
- 2017 : Older Woman Experience avec Eileen Sue
- 2018 : She Loves Her Ass (compilation)

## Récompenses et nominations
- Nommée aux AVN Awards de 2011 dans la catégorie Best All-Girl Three-Way Sex Scene pour le film Malice in Lalaland [2]
- Nommée aux AVN Awards de 2010 dans la catégorie Best All-Girl Group Sex Scene pour le film Not Monday Night Football XXX[3]